# Cássia
Cássia este un oraș în unitatea federativă Minas Gerais (MG), Brazilia.

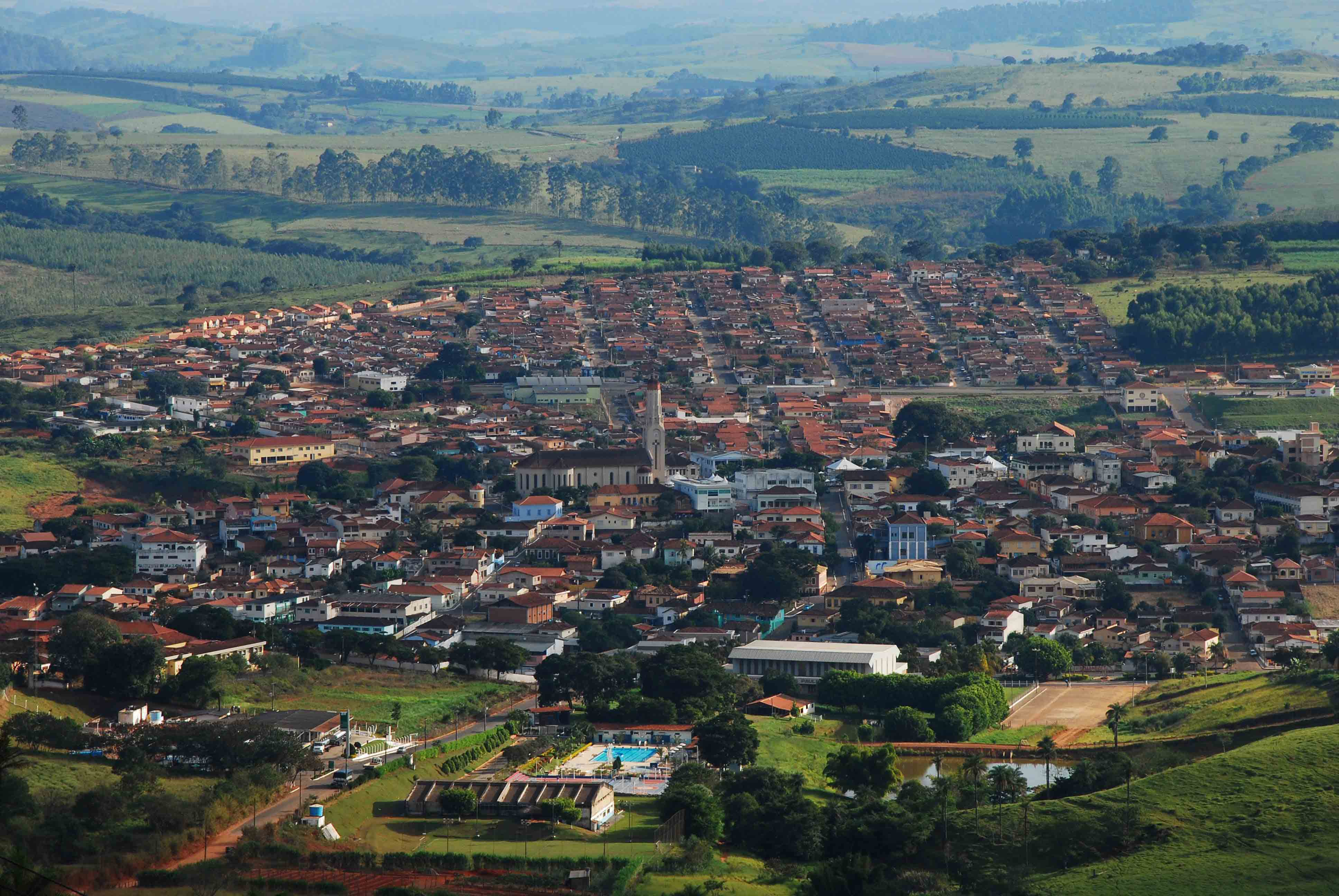